# Дождалёв, Василий Алексеевич
Василий Алексеевич Дождалёв (1 мая 1921, Лезвино, Тверская губерния — 9 марта 2004, Москва) — советский государственный деятель, генерал-майор (1982).

## Биография
Родился 1 мая 1921 года в селе Лезвино (ныне — в Оленинском муниципальном округе Тверской области).
Окончив среднюю школу, поступил в Московский авиационный институт. Не окончив его, ушёл добровольцем на фронт Великой Отечественной войны — служил в артиллерии, был командир противотанкового орудия. После демобилизации из армии в 1945 году восстановился в МАИ и окончил институт в 1947 году. Остался работать в вузе на кафедре тепловых двигателей.
C 1949 года Василий Дождалёв работал в органах госбезопасности. Был направлен на службу во внешнюю разведку, окончил разведшколу, работал в центральном аппарате службы внешней разведки. В 1951—1952 годах являлся атташе посольства СССР в Великобритании, принимал участие в мероприятиях по вербовке в Корее Джорджа Блейка. В 1952—1955 годах работал генконсулом СССР в Претории. С 1955 года работал в Берлине, в 1959—1960 годах — 2-й секретарь посольства СССР в Великобритании.
Вернувшись в СССР, работал на должностях: начальник 11-го отдела 1-го Главного управления при Совете Министров СССР (1965—1966); заместитель начальника, затем начальник кафедры № 1 школы № 101 КГБ СССР (1969—1979); заместитель руководителя, затем руководитель Представительства КГБ при Министерстве внутренних дел Польской Народной Республики (1980—1985). После этого работал заместителем начальника Управления кадров КГБ СССР и в 1990 году вышел в отставку. Находясь на пенсии, преподавал в Академии внешней разведки.
Умер 9 марта 2004 года в Москве.
Имя Василия Алексеевича Дождалёва занесено на Доску почета Кабинета истории СВР. Он был награждён орденами Славы III степени, Отечественной войны I степени, Красной Звезды и Трудового Красного Знамени, а также многими медалями, среди которых медаль «За отвагу».